# 백장선생 유적
백장선생 유적(白丈先生 遺蹟)은 대한민국 전북특별자치도 장수군 장계면 금덕리에 있는 고려시대의 백장선생 유적이다. 1999년 4월 23일 전북특별자치도의 기념물 제101호로 지정되었다.

## 개요
고려 후기의 성리학자 백장 선생의 유적이다.
백장은 정몽주에게 학문을 배워 고려 공민왕(재위 1351∼1374) 때 대제학의 벼슬에 올랐다. 이성계가 조선을 건국한 후 벼슬을 내렸으나 조선 창업에 참여할 수 없다고 거절하여 유배되었다.
이 유적에는 선생의 무덤과 1850년에 세운 신도비(왕이나 고관들의 평생 업적을 기리기 위해 무덤가에 세우던 비)가 있고, 1960년에 세워진 사당이 있다.

## 참고 자료
- 백장선생유적 - 국가유산청 국가유산포털